# Finländsk konst

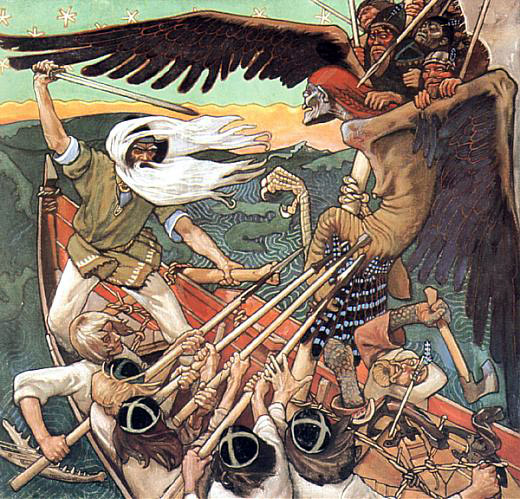
Sampos försvar av Akseli Gallen-Kallela, 1896.

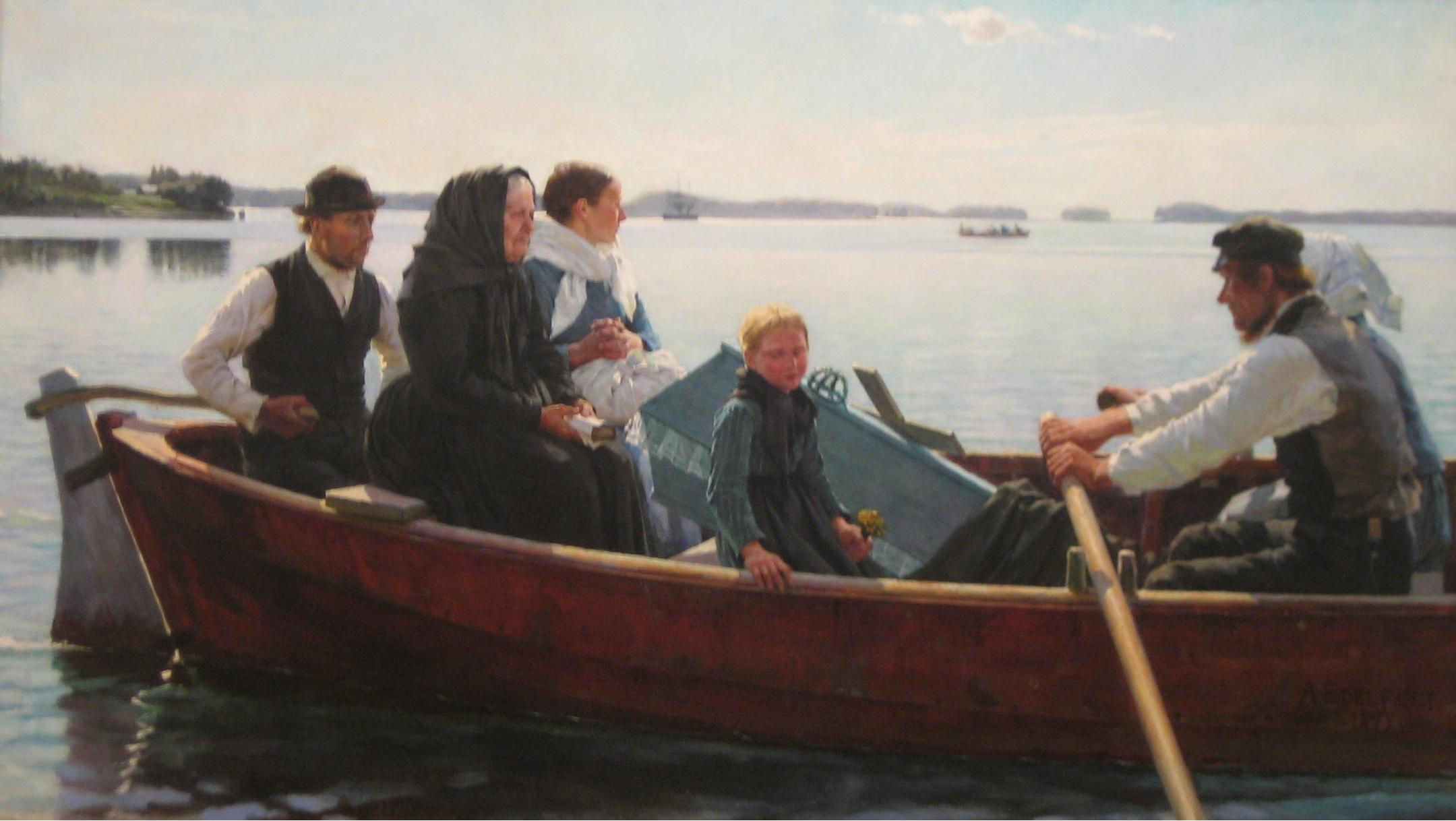
Ett barns likfärd av Albert Edelfelt, 1879.

Finländsk konst började hitta sin särart under 1800-talet, när nationalromantiken blommade i det autonoma Finland. När nationalromantiken sedan stod i sin middagshöjd talar man gärna om Den finländska konstens guldålder. Några av de ledande konstnärerna under denna period var Axel Gallen-Kallela, Albert Edelfelt, Hugo Simberg, Pekka Halonen,  Elin Danielson-Gambogi och Helene Schjerfbeck.

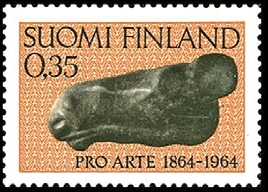
Finskt frimärke från 1964 som avbildar älghuvudet från Vittis, som daterats till 5 000–7 000 f. Kr.

## Förhistorisk konst
De äldsta yttringarna av konstnärligt slag har återfunnits i Varggrottan i Kristinestad. Några av fynden anses vara 100 000 år gamla Efter istiden återbefolkades det område som idag är Finland ungefär för 9000 år sedan. Den äldsta skulpturen från denna tid är ett älghuvud som daterats till 5 000–7 000 f. Kr. Fyndet är från Vittis, i landskapet Satakunta.

## 1900-talet
Efter den nationalromantiska tiden vände den finländska konsten sina blickar utåt. På 1950-talet kom influenserna från Paris och USA, men också Stockholm där Moderna museet inspirerade till konkretism. Pionjärer inom detta område var Birger Carlstedt och Sam Vanni. Sedan Vannis monumentalmålning Contrapunctus (1959) vunnit en tävling i muralmålning i Helsingfors, sågs den abstrakta konsten som etablerad i den finländska konstvärlden.
Informell konst växte sig starkt som ett nytt sätt att närma sig landskapsmåleriet under 1950- och 1960-talet.
På allvar fick den samtida finländska konsten en arena när museet för samtidskonst, Kiasma, öppnades i Helsingfors 1998.